# Mingersberg
De Mingersberg is een heuvel in het zuiden van de Nederlandse provincie Limburg, gelegen ten zuiden van Ubachsberg (gemeente Voerendaal). De heuvel is onderdeel van het Eiland van Ubachsberg, een hooggelegen gebied in het Zuid-Limburgse Heuvelland en heeft een hoogte variërend van 195 tot 210 meter boven NAP. Boven op de Mingersberg ligt het gehucht Mingersborg.

## Topografie
De heuveltop ligt in een heuvelrug die in het noorden evenwijdig loopt aan het Droogdal van Colmont, een droogdal dat zich van oost naar west een weg door het Eiland van Ubachsberg heeft gesleten. In het westen sluit de heuvel aan op de Vrouwenheide en in het oosten op de Kamerberg. Deze heuveltoppen worden door erosiegeulen (grubben) van elkaar gescheiden. Ten noorden van de heuvel, aan de overzijde van het droogdal ligt de Vrakelberg. De hellingen van de Mingersberg zijn flauwer dan die van de Vrakelberg en het landschap wordt in tegenstelling tot de Vrakelberg gedomineerd door akkers. Op de hellingen zijn nog enkele overgebleven graften te vinden. De heuvel heeft een topografische prominentie van 55 tot 65 meter.

## Wielrennen
De benaming Mingersberg wordt in de wielersport gebruikt voor een beklimming ten westen van het gehucht Mingersborg. Deze klim wordt geheel gevormd door de Korenweg, een vrijwel lijnrechte veldweg die vanuit het droogdal op 151 meter hoogte naar de top van de heuvel stijgt op 196 meter hoogte. Het gemiddelde stijgingspercentage van deze helling is 5,7 procent, het steilste gedeelte rond de 11 procent.
Bij de wielerklassieker Amstel Gold Race wordt de beklimming ook aangedaan. Dit is dan als de 4e beklimming, na de Bergseweg en voor de Nijswillerweg. En wordt er genoemd Korenweg. 
Terwijl de Eyserweg in het verleden van de Amstel Gold Race werd aangedaan als Mingersberg.